# Gare de Lunas
La gare de Lunas est une gare ferroviaire française de la ligne de Béziers à Neussargues, située sur le territoire de la commune de Lunas, dans le département de l'Hérault en région Occitanie. 
C'est une halte voyageurs de la Société nationale des chemins de fer français (SNCF), desservie par des trains TER Occitanie.

## Situation ferroviaire
Établie à 284 mètres d'altitude, la gare de Lunas est située au point kilométrique (PK) 486,842 de la ligne de Béziers à Neussargues, entre les gares du Bousquet-d'Orb et de Joncels (fermée), en direction de Millau la gare ouverte la plus proche est celle des Cabrils.

## Fréquentation
De 2015 à 2023, selon les estimations de la SNCF, la fréquentation annuelle de la gare s'élève aux nombres indiqués dans le tableau ci-dessous.
| Année           | 2015 | 2016 | 2017 | 2018 | 2019 | 2020 | 2021 | 2022 | 2023 |
| --------------- | ---- | ---- | ---- | ---- | ---- | ---- | ---- | ---- | ---- |
| Voyageurs seuls | 81   | 111  | 158  | 182  | 299  | 108  | 260  | 582  | 626  |

## Service des voyageurs

### Accueil
Halte SNCF, c'est un point d'arrêt non géré (PANG) à entrée libre.

### Desserte
Lunas est desservie par des trains TER Occitanie de la relation Béziers - Saint-Chély-d'Apcher (ou Millau (ligne 10).